# Grabener Höhe
Die Grabener Höhe ist ein 754,1 m ü. NHN hoher Aussichtsberg auf dem Haisterkircher Rücken nahe dem Weiler Graben, nordöstlich von Bad Waldsee im Landkreis Ravensburg in Oberschwaben. Von dem bewaldeten Gipfel und nahegelegenen Aussichtspunkten bietet sich ein weiter Panoramablick.

## Beschreibung
Die Grabener Höhe ist ein kleines Waldgebiet, an dessen Rand sich direkt an der Straße ein Parkplatz befindet. Innerhalb dieses Waldes sind auch zwei Grillstellen sowie mehrere Bänke und Tische vorhanden.
Die Grabener Höhe ist Teil der jährlichen Streckenführung  des Grabener-Höhe-Zeitfahren der Radfahrer.
Von der Grabener Höhe bietet sich bei guter Witterung eine weite Aussicht auf das Wurzacher Ried, die Haidgauer Heide und die Alpen, beispielsweise die Nagelfluhkette. Nördlich sind der Bussen, das dahinterliegende Donautal und die Schwäbische Alb sichtbar. Die Sicht nach Süden ist durch größere Waldgebiete eingeschränkt.

## Geschichte
Im Jahr 1903 legten die Ortsgruppen Waldsee und Osterhofen des Schwäbischen Albvereins ein Alpinum an. Dieses umfasste rund 100 alpine und 150 regionale Pflanzenarten und wurde bis circa 1930 von einem Bauern aus Graben gepflegt. Zwei Jahre später, 1905, existierten Pläne für einen 20 Meter hohen Aussichtsturm, der jedoch nie realisiert wurde.
Im Jahr 1969 wurde das Gebiet um die Grabener Höhe mit einer Fläche von 21,12 Hektar als Landschaftsschutzgebiet ausgewiesen, die entsprechende Verordnung des Landratsamtes Ravensburg trat am 1. Oktober desselben Jahres in Kraft.
Das Jahr 1971 brachte zwei Neuerungen: Der Schwäbische Albverein installierte Panoramatafeln an einem Findling auf der Grabener Höhe zur Orientierung nach Nordwesten und Osten, welche 2016 renoviert wurden. Ebenfalls 1971 entstand die erste Freizeitanlage mit Grillplatz.
Im Jahr 2023 wurde die Freizeitanlage neu gestaltet und erweitert. Sie bietet seither sechs Spielgeräte, darunter ein Kleinkindersandspielhaus, ein Klettergestell mit Kletterwand und -stange, eine Drehschaukel mit Hängesitz, eine Seilbahn, zwei Hängematten, ein Karussell und eine integrierte Rutsche. Zudem sind mietbare Grillstellen verfügbar. Im selben Jahr wurde auch ein Kidi-Mountainbike-Parcours errichtet.

## Lage
Die Grabener Höhe liegt auf der Gemarkung von Bad Waldsee, etwas südöstlich des Weilers Graben. Sie befindet sich auf dem Höhenzug des Haisterkircher Rückens, der die Grenze zwischen den Gemarkungen von Bad Waldsee und Bad Wurzach bildet.
Etwa 400 Meter nordöstlich der Grabener Höhe befindet sich direkt am unteren Waldrand entlang der Straße in Richtung Wengen eine Aussichtsbank mit Blick über das Wurzacher Ried. Eine weitere Aussichtsbank mit Panoramablick über das Haistergau und in Richtung Westen befindet sich direkt unterhalb des Waldes an der Straße in Richtung Osterhofen.
Südwestlich der Grabener Höhe, circa 1,5 km entfernt, befindet sich die Wallfahrtskapelle St. Sebastian (758 m ü. NN).
Die Europäische Hauptwasserscheide zwischen Donau und Rhein verläuft wenige Kilometer westlich in Richtung Bad Waldsee. Östlich, in circa 1,1 Kilometern Entfernung, erstreckt sich das FFH-Schutzgebiet Wurzacher Ried und Rohrsee, auf das von der Grabener Höhe ein guter Blick besteht, da es auf etwa 652 m ü. NHN liegt.
Etwa 530 Meter westlich der Grabener Höhe liegt das Quellgebiet des Mühlbachs, einem Zufluss der Umlach. Die Quelle des Wengener Mühlbachs, dessen Vorfluter die Aitrach ist, befindet sich etwa 750 Meter südwestlich.

## Zufahrten
Die Grabener Höhe ist auf mehreren Wegen erreichbar:
- Von Nordwesten: Über einen Gemeindeverbindungsweg, der in Osterhofen von der Kreisstraße K 7933 abzweigt und durch Graben führt.
- Von Norden: Von der Bundesstraße B 465 Bad Wurzach in Richtung Oberessendorf zweigt bei Eggmannsried ein Weg nach Graben ab, der dort auf die Zufahrtsstraße von Osterhofen trifft.
- Von Osten: Über eine Abzweigung im Weiler Wengen. Diese zweigt von der Gemeindeverbindungsstraße ab, die östlich des Haisterkircher Rückens Unterschwarzach mit Haidgau verbindet.
- Über einen Waldweg: Ein gekiester Waldweg führt von der Kapelle St. Sebastiane auf dem Höhenzug des Haisterkircher Rückens nach Graben, wo er auf den Weg von Osterhofen trifft.[9]

## Radsportliche Bedeutung
Die Grabener Höhe hat sich in den letzten Jahren zu einem bedeutenden Ziel für Radsportler entwickelt. Ihre Topografie, als eine der höchsten Erhebungen im Landkreis Ravensburg, bietet mit drei anspruchsvollen, asphaltierten Anstiegen und geringem PKW-Verkehr ideale Bedingungen für das Training.
Besondere Bekanntheit erlangte die Grabener Höhe durch das jährlich im September stattfindende „Grabener-Höhe-Zeitfahren“. Dieses Radrennen, das seit 1988 in nahezu jährlicher Folge stattfindet, wird vom Lauftreff Möhre ehrenamtlich veranstaltet und zieht Teilnehmer aus der gesamten Region an. Der Start erfolgt an der Viehversteigerungshalle Bad Waldsee, die Strecke führt über Osterhofen nach Graben und endet 200 Meter weiter auf der Grabener Höhe. Insbesondere der Schlussanstieg zur Grabener Höhe stellt für die Teilnehmer eine besondere Herausforderung dar.
Die drei asphaltierten Anstiege sind:
- Anstieg von Eggmannsried: Dieser Anstieg zeichnet sich durch eine konstante Steigung und eine malerische Landschaft aus. (2,65 km, 115 Höhenmeter, durchschnittliche Steigung ca. 4,3 %)
- Anstieg von Osterhofen: Hier beginnt die Schlussetappe des Grabener-Höhe-Zeitfahrens, deren steiler Anstieg eine besondere Herausforderung darstellt. (2,36 km, 141 Höhenmeter, durchschnittliche Steigung ca. 6 %)
- Anstieg von Wengen: Dieser Anstieg ist bekannt für seine sehr steilen Rampen. (0,92 km, 80 Höhenmeter, durchschnittliche Steigung ca. 8,7 %)

Die Grabener Höhe ist aufgrund ihrer attraktiven Streckenführung ganzjährig ein beliebter Trainingsort für Rennradfahrer.

## Trivia
Auf dem Meßtischblatt [8025]: Wurzach von 1913 ist die Grabener Höhe mit den Abkürzungen Kgr. und A.P. versehen. Dabei steht A.P. für Aussichtspunkt und Kgr. für Kiesgrube.